# Милетские рассказы
Милетские рассказы (др.-греч. Μιλησιακα) — несохранившееся произведение греческого автора II века до н. э. Аристида Милетского, имевшее, как предполагается, эротическое содержание.

## Первоисточники
Их перевёл на латынь римский историк Сизенна, но и от его перевода до нас дошли лишь 10 фрагментов, которые грамматик IV в. Харисий приводит в XIII главе второй книги своего сочинения «Ars grammatica». Фрагменты эти настолько незначительны, что судить по ним о характере всей книги не представляется возможным.
В 1851 Карл Мюллер в IV томе сборника фрагментов греческих историков поместил под именем Аристида из Милета более обширные фрагменты, но широкая полемика среди исследователей привела к почти единодушному выводу, что они принадлежат какому-то другому Аристиду.

## Античные свидетельства

### Овидий
Наиболее ранним и содержательным из сохранившихся античных свидетельств об Аристиде является свидетельство Овидия:
Junxit Aristides Milesia carmina secum pulsus Aristides nec tamen urba sua est…

Vertit Aristidem Sisenna, nec offuit illi historiae turpis inseruisse jocos
В стихе 413 в рукописях имеется разночтение — crimina (преступления) вместо carmina (песни).
В переводе Фета, принявшего чтение crimina, стихи звучат так:
Восприял у себя Аристид прегрешенья Милета,

Не был меж тем Аристид городом изгнан своим…

Не повредил перевод Аристида Сизенне, когда он

В повествованье своё грязные шутки вставлял…
Все современные (XIX—XX веков) догадки о жанре и композиции «Милетских рассказов» выводятся из этих строчек путём сложных и не слишком надежных умозаключений. В слове junxit (соединил) из стиха 413 (при любом чтении — carmina, или crimina) большинство исследователей видят доказательство того, что сочинение Аристида представляло собой сборник рассказов, а не цельное произведение с единым сюжетом.

### Лукиан
У других античных писателей Аристид упоминается только как ходячий пример нескромности в литературе. Герой лукиановского диалога просит своего собеседника рассказать ещё одну любовную историю: «… Больше всего порадовало меня сегодня утром милое лукавство и приятная убедительность твоих нескромных повестей, так что я чуть было не счел себя Аристидом, который слишком увлекся Милетскими рассказами…»

### Апулей
Апулей во вступлении к «Метаморфозам» заявляет: «Вот я сплету тебе на милетский манер разные басни, слух благосклонный твой порадую лепетом милым, если только соблаговолишь ты взглянуть на египетский папирус, написанный острием нильского тростника». Далее Апулей ещё раз вспоминает о милетских рассказах, называя себя Milesiae conditorem — «составителем» или «сочинителем милетского рассказа».

### Эпиктет
Эпиктет упрекает своего ученика в том, что тот явно предпочитает Аристида и Евнона ранним греческим стоикам Хрисиппу и Зенону и вместо того, чтобы восхищаться Сократом или Диогеном, восхищается теми, кто губит и совращает многих людей.

### Плутарх
Плутарх описывает, как парфяне нашли сочинение Аристида у пленных римлян: «Сурена… собрав селевкийский совет старейшин, представил ему срамные книги „Милетских рассказов“ Аристида. На этот раз он не солгал: рассказы были действительно найдены в поклаже Рустия и дали повод Сурене поносить и осмеивать римлян за то, что они, даже воюя, не могут воздержаться от подобных деяний и книг.
Но мудрым показался селевкийцам Эзоп, когда они смотрели на Сурену, подвесившего суму с милетскими непотребствами спереди, а за собой ведущего целый парфянский Сибарис в виде длинной вереницы повозок с наложницами. Все в целом это шествие напоминало гадюку или же скиталу: передняя и бросавшаяся в глаза его часть была схожа с диким зверем и наводила ужас своими копьями, луками и конницей, а кончалось оно — у хвоста походной колонны — блудницами, погремками, песнями и ночными оргиями с женщинами. Достоин, конечно, порицания Рустий, но наглы и хулившие его за „Милетские рассказы“ парфяне — те самые, над которыми не раз царствовали Арсакиды, родившиеся от милетских и ионийских гетер»

### Юлий Капитолин
Юлий Капитолин передает слухи о том, что император Клодий Альбин был алчен, расточителен, прожорлив, и добавляет: «Некоторые приписывают ему „Милетские рассказы“, пользующиеся немалой славой, хотя написаны они посредственно».

### Тертуллиан
Тертуллиан, критикуя официальную церковь за распущенность и ратуя за аскетическую строгость нравов, упоминает «милетские сказки» в нарицательном смысле — как символ легкомыслия и развращенности.
Из этих цитат следует, что «Милетские рассказы» были популярны ещё по крайней мере в начале III века н. э.